# Formica oreas
Formica oreas es una especie de hormiga del género Formica, familia Formicidae. Fue descrita científicamente por Wheeler en 1903.
Se distribuye por Canadá y los Estados Unidos. Se ha encontrado a elevaciones de hasta 3240 metros. Vive en microhábitats como rocas, piedras, nidos y montículos.